# Кезу (Мартна)
Ке́зу (ест. Kesu küla) — село в Естонії, у волості Ляене-Ніґула повіту Ляенемаа.

## Населення
Чисельність населення на 31 грудня 2011 року становила 3 особи.

## Географія
Через село проходить дорога 16109 (Сааніка — Мартна).

## Історія
З 1998 року село відновлено як окремий населений пункт.
До 21 жовтня 2017 року село входило до складу волості Мартна.